# Kasander Film
Kasander Film is een internationaal opererende filmproductiemaatschappij opgezet door Kees Kasander. Hij produceert films sinds 1981 waaronder Theo en Thea en de ontmaskering van het tenenkaasimperium, Ken Park en Kruistocht in spijkerbroek (film). Tevens produceert Kees Kasander alle films van regisseur Peter Greenaway die bekend is van The Cook, the Thief, His Wife and Her Lover en Nightwatching.

## Filmografie
| Jaar | Titel                            | Regisseur       |
| ---- | -------------------------------- | --------------- |
| 2012 | Koning van Katoren               | Ben Sombogaart  |
| 2012 | Goltzius and the Pelican Company | Peter Greenaway |
| 2010 | Over Your Cities Grass Will Grow | Sophie Fiennes  |
| 2009 | Varese: The One All Alone        | Frank Scheffer  |
| 2009 | Fish Tank                        | Andrea Arnold   |